# 烟筒屯站
烟筒屯站是位于黑龙江省杜尔伯特蒙古族自治县烟筒屯镇的一个铁路车站，邮政编码162253。车站建于1900年，有滨洲铁路经过该站，现办理客运货运业务，车站及其上下行区间均已电气化。车站距离哈尔滨站238公里，隶属哈尔滨铁路局大庆车务段，是四等站。